# David Jackson (cestista 1986)
David Jackson (Memphis, 22 febbraio 1986) è un cestista statunitense.
Ha militato tre stagioni nel campionato polacco con la maglia del Turów. Nel 2009-2010 ha vinto la Basketbal Slovensko Extraliga e la Coppa di Slovacchia con il Pezinok.

## Palmarès
- Campionato slovacco: 1

Pezinok: 2009-10
- Coppa di Slovacchia: 1

Pezinok: 2010